# Braquer Poitiers
Pour plus de détails, voir Fiche technique et Distribution.
Braquer Poitiers est une comédie policière française réalisée par Claude Schmitz et sortie en 2019.

## Fiche technique
- Titre original espagnol : Braquer Poitiers[1]
- Réalisation : Claude Schmitz
- Scénario : Claude Schmitz
- Photographie : Florian Berutti
- Montage : Marie Beauné
- Musique : Thomas Turine
- Décors : Josep Rosell, Alejandra Loiseau
- Production : Annabelle Bouzom, Jérémy Forni
- Société de production : Les films de l'autre cougar, Le Fresnoy - Studio national des arts contemporains
- Société de distribution : Capricci, Les Bookmakers
- Pays de production :  France
- Langue originale : français
- Format : couleurs
- Durée : 85 minutes - 4:3 - Son Dolby 5.1
- Genre : comédie policière[1]
- Dates de sortie :
  - France : 23 octobre 2019
- Classifiction :
  - France : tous publics

## Distribution
- Francis Soetens : Francis
- Hélène Bressiant : Hélène
- Wilfrid Ameuille : Wilfrid
- Lucie Guien : Lucie
- Thomas Depas : Thomas
- Marc Barbé : Marc, le commanditaire
- Olivier Zanotti : Olivier
- Bilal Aya : Bilal
- Jérôme Ambre : Jérôme
- Nathalie Rozanes : Nathalie
- Pascal Touchard : Pascal

## Production
Le film est tourné à l'été 2017 de façon improvisé au jour le jour avec des acteurs non-professionnels (à part Hélène Bressiant et Lucie Guien) dans le hameau de Morthemer sur la commune de Valdivienne (département de la Vienne).

## Accueil critique
Selon Clarisse Fabre dans Le Monde, ce « film inclassable », « loufoque et libre », évoque des films comme Adieu Philippine (1962) ou Maine Océan (1986) de Jacques Rozier.